# Ettringer und Mayener Bellberg, Kottenheimer Büden
Koordinaten: 50° 20′ 55″ N, 7° 13′ 54″ O
Das Naturschutzgebiet Ettringer und Mayener Bellberg, Kottenheimer Büden liegt im Landkreis Mayen-Koblenz in Rheinland-Pfalz. Das etwa 60 ha große Gebiet, das im Jahr 1978 unter Naturschutz gestellt wurde, erstreckt sich südöstlich der Ortsgemeinde Ettringen. Unweit westlich verläuft die Landesstraße L 82, die B 262 verläuft östlich.